# Норманді-Парк (Вашингтон)
Норманді-Парк (англ. Normandy Park) — місто (англ. city) в США, в окрузі Кінг штату Вашингтон. Населення — 6771 особа (2020).

## Географія
Норманді-Парк розташоване за координатами 47°25′40″ пн. ш. 122°21′1″ зх. д. / 47.42778° пн. ш. 122.35028° зх. д. (47.427866, -122.350221).  За даними Бюро перепису населення США в 2010 році місто мало площу 17,29 км², з яких 6,53 км² — суходіл та 10,76 км² — водойми. В 2017 році площа становила 6,49 км², з яких 6,47 км² — суходіл та 0,02 км² — водойми.

## Демографія
Згідно з переписом 2010 року, у місті мешкало 6335 осіб у 2620 домогосподарствах у складі 1850 родин. Густота населення становила 366 осіб/км².  Було 2838 помешкань (164/км²).
Расовий склад населення:
| - 86,4 % — білих - 5,9 % — азіатів - 0,9 % — корінних американців - 0,8 % — чорних або афроамериканців - 0,3 % — вихідців з тихоокеанських островів - 1,3 % — осіб інших рас |

До двох чи більше рас належало 4,4 %. Частка іспаномовних становила 5,2 % від усіх жителів.
За віковим діапазоном населення розподілялося таким чином: 20,4 % — особи молодші 18 років, 58,4 % — особи у віці 18—64 років, 21,2 % — особи у віці 65 років та старші. Медіана віку мешканця становила 48,7 року. На 100 осіб жіночої статі у місті припадало 95,4 чоловіків;  на 100 жінок у віці від 18 років та старших — 92,7 чоловіків також старших 18 років.
Середній дохід на одне домашнє господарство  становив 118 212 долари США (медіана — 89 736), а середній дохід на одну сім'ю — 148 471 долар (медіана — 114 875). Медіана доходів становила 69 088 доларів для чоловіків та 56 724 долари для жінок. За межею бідності перебувало 1,5 % осіб, у тому числі 0,0 % дітей у віці до 18 років та 0,0 % осіб у віці 65 років та старших.
Цивільне працевлаштоване населення становило 3448 осіб. Основні галузі зайнятості: освіта, охорона здоров'я та соціальна допомога — 22,8 %, виробництво — 15,7 %, роздрібна торгівля — 13,7 %, науковці, спеціалісти, менеджери — 11,9 %.